# Idiocera (Idiocera) subpruinosa
Idiocera (Idiocera) subpruinosa is een tweevleugelige uit de familie steltmuggen (Limoniidae). De soort komt voor in het Palearctisch gebied.